# Xenyllodes armatus
Xenyllodes armatus är en urinsektsart som beskrevs av Axelson 1903. Xenyllodes armatus ingår i släktet Xenyllodes, och familjen Odontellidae. Arten är reproducerande i Sverige.